# Zoumtoèga
Zoumtoèga est une commune rurale située dans le département de Komtoèga de la province de Boulgou dans la région Centre-Est au Burkina Faso.

## Santé et éducation
Le centre de soins le plus proche de Zoumtoèga est le centre de santé et de promotion sociale (CSPS) de Komtoèga tandis que le centre médical avec antenne chirurgicale (CMA) de la province se trouve à Garango.